# Lacinipolia explicata
Lacinipolia explicata (tên tiếng Anh: Explicit Arches Moth) là một loài bướm đêm thuộc họ Noctuidae. Loài này có ở khu vực đông nam Hoa Kỳ, từ Kentucky và North Carolina về phía nam tới Florida và về phía tây tới Missouri và Texas.
Sải cánh khoảng 28–30 mm. Cá thể trưởng thành mọc cánh vào tháng 4 và lần nữa vào tháng 9 trong hai thế hệ mỗi năm.
Ấu trùng ăn các loài Trifolium và Taraxacum officinale.